# Калгари Рэнглерс
«Ка́лгари Рэ́нглерс» (англ. Calgary Wranglers) — профессиональный хоккейный клуб, выступающий в Американской хоккейной лиге. Базируется в городе Калгари, провинция Альберта, Канада. Является фарм-клубом команды НХЛ «Калгари Флэймз», с которой также делит «Скоушабэнк-Сэдлдоум» в качестве своей домашней площадки. В АХЛ команда начала играть с сезона 2022–23.

## История
Базируясь в Стоктоне, штат Калифорния, у «Калгари Флэймз» был один из самых дальних фарм-клубов в НХЛ. 23 мая 2022 года «Флэймз» объявили, что они перевозят свою франшизу в родной город Калгари. Поступая так, «Флэймз» следовали тенденции предыдущих лет по сближению команд АХЛ с партнерами по НХЛ, чтобы упростить трансферы между командами как с точки зрения времени в пути, так и с точки зрения пересечения границ, которые стали важными во время пандемии COVID-19. 2 августа было объявлено название «Калгари Рэнглерс» использовавшееся одноименной командой WHL с 1977 по 1987 год. «Рэнглерс» сыграли свою первую игру 16 октября, проиграв «Коачелле Вэлли Файрбёрдс» со счетом 6:5.
Несмотря на слабое начало сезона, «Рэнглерс» добились значительного успеха в первый год своего существования, выиграв регулярный чемпионат с 51 победой и получив Макгрегор Килпатрик Трофи. Их общий рекорд 51-17-4 стал девятым по результативности в истории АХЛ.
«Рэнглерс» не смогли повторить свой успех регулярного сезона в плей-офф Кубка Колдера, уступив «Файрбёрдс» со счётом 3-2 в третьем раунде.

## Статистика
| Сезон   | И  | В  | П  | ПО | ПБ | ЗШ  | ПШ  | О   | Результат        | Плей-офф                                                           |
| 2022/23 | 72 | 51 | 17 | 3  | 1  | 256 | 174 | 106 | 1, Тихоокеанский | Поражение в финале дивизиона, 2-3 («Коачелла Вэлли Файрбёрдс»)     |
| 2023/24 | 72 | 35 | 28 | 6  | 3  | 203 | 212 | 79  | 7, Тихоокеанский | Поражение в полуфинале дивизиона, 1-3 («Коачелла Вэлли Файрбёрдс») |

Сокращения: И = сыгранные матчи в регулярном чемпионате, В = победы, П = поражения, ПО = поражения в овертаймах, ПБ = поражения по буллитам, ЗШ = забитые шайбы, ПШ = пропущенные шайбы, О = Очки